# Эстонская советская энциклопедия
Эстонская советская энциклопедия (ЭСЭ) (эст. Eesti nõukogude entsüklopeedia (ENE)) — название двух изданий универсальной энциклопедии на эстонском языке, первое из которых состояло из восьми томов и было издано издательством «Валгус» в 1968—1976 годах, а второе начало издаваться в 1985—1990 годах. С 1966 по 1989 главным редактором «Эстонской советской энциклопедии» являлся Густав Наан.
Первые четыре тома второго издания энциклопедии вышли под названием «Eesti nõukogude entsüklopeedia» («Эстонская советская энциклопедия»), а начиная с 1990 года — под названием «Eesti entsüklopeedia» («Эстонская энциклопедия»). Издание энциклопедии завершилось в 2006 году. Всего вышло десять основных томов, пять дополнительных томов, а также  справочник «ENE kaardid» («Карты ЭСЭ»), «Suur maailma atlas» («Большой атлас мира») и, издававшаяся в 2002 и в 2006 году, «Väike entsüklopeedia» («Малая энциклопедия»).